# Ostrowy-Cukrownia
Ostrowy-Cukrownia (do 2009 Cukrownia-Ostrowy) – osada w Polsce położona w województwie łódzkim, w powiecie kutnowskim, w gminie Nowe Ostrowy.
W latach 1975–1998 miejscowość należała administracyjnie do województwa płockiego.
Do 31 grudnia 2008 osada nosiła nazwę Cukrownia-Ostrowy.